# Роллеро, Коррадо
Коррадо Роллеро (итал. Corrado Rollero; 5 ноября 1969, Сестри-Леванте близ Генуи — 2 марта 2000) — итальянский пианист.
Начал учиться игре на фортепиано в шестилетнем возрасте у своей матери. Окончил Генуэзскую консерваторию имени Паганини по классу Франко Трабукко, затем совершенствовался в Академии Киджи под руководством Микеле Кампанеллы. Занимался также частным образом или в мастер-классах у Андраша Шиффа, Пауля Бадура-Шкоды, Орацио Фругони и других.
Участник и дипломант важнейших пианистических конкурсов Европы, Роллеро добился наиболее значительного успеха в 1997 году, выиграв Конкурс имени Гезы Анды в Цюрихе и Конкурс имени Клары Шуман в Дюссельдорфе, а также получив ряд наград на Международном конкурсе пианистов в Дублине. Критика отмечала, что сильной стороной пианиста является сосредоточенность на масштабных и содержательных музыкальных высказываниях, хотя исполнитель не испытывал недостатка и в виртуозности.
Покончил жизнь самоубийством.
К 50-летию пианиста в Генуэзской консерватории состоялся мемориальный концерт, на котором прозвучали в том числе и его собственные сочинения.